# No 7 (album)
Pour les articles homonymes, voir Numéro sept.
Albums de Julien Clerc
Terre de France
(1974) À mon âge et à l'heure qu'il est
(1976)
Singles
1. Elle voulait qu'on l'appelle Venise
Sortie : 1975
2. This Melody
Sortie : mars 1976

No 7 est le septième album studio de Julien Clerc sorti en 1975, il est également nommé This Melody.

## Contexte et sortie
C'est le dernier album où les paroliers sont encore exclusivement Étienne Roda-Gil et Maurice Vallet. Ils écrivent 5 textes chacun. Ce sera la seule fois où Maurice Vallet compose autant de chansons sur un même album. Cet album est une ode à la séparation et aux sentiments ressentis. Le premier titre de la face A, Souffrir par toi n'est pas souffrir, est un texte commandé à Étienne Roda-Gil, dédié à France Gall après sa rupture avec Julien Clerc, supplique pour un éventuel retour, mais sans vraiment y croire. Julien Clerc vécut avec elle de 1970 à 1975. En novembre 1967, Claude François, pour les mêmes raisons, avait composé la musique et les paroles de Comme d'habitude avec Jacques Revaux et Gilles Thibaut.
Le premier single extrait de l'album est Elle voulait qu'on l'appelle Venise. Le deuxième single extrait de l'album, This Melody, véritable déclaration d'amour, sort dans plusieurs pays en 1976, mais pas en France, avec sur la face B du 45 tours belge, Dors bien. Il deviendra le plus grand succès de l'album et de la carrière de Julien Clerc aux Pays-Bas, atteignant la première place des hit-parades néerlandais,.
On doit, après une séparation, se remettre à avancer : c'est le thème de Prends ton cœur par la main et de Je voyage voir si le monde enfoui n'est pas meilleur. Bien longtemps après, guitare triste et harmonica qui en rajoute à la nostalgie, les souvenirs peuvent revenir à n'importe quel moment. Juste comme un enfant clôture l'album.
Deux chansons enregistrées non retenues pour l'album, Voilà les mots lâchés et Oiseau pressé, ont été incluses sur la compilation de chansons inédites Inédits 68-97 sortie en 1998.

## Titres
| 1. | Souffrir par toi n'est pas souffrir | Étienne Roda-Gil | Julien Clerc | 3 min 46 s |
| 2. | Prends ton cœur par la main         | Étienne Roda-Gil | Julien Clerc | 3 min 21 s |
| 3. | Une journée pour rien               | Maurice Vallet   | Julien Clerc | 3 min 47 s |
| 4. | Dors bien                           | Maurice Vallet   | Julien Clerc | 4 min 00 s |
| 5. | Les Cafards                         | Étienne Roda-Gil | Julien Clerc | 2 min 54 s |

| Face B      | Face B                              | Face B           | Face B       | Face B     | Face B | Face B | Face B | Face B | Face B |
| No          | Titre                               | Paroles          | Musique      | Durée      |        |        |        |        |        |
| ----------- | ----------------------------------- | ---------------- | ------------ | ---------- | ------ | ------ | ------ | ------ | ------ |
| 6.          | This Melody                         | Étienne Roda-Gil | Julien Clerc | 4 min 14 s |        |        |        |        |        |
| 7.          | Bien longtemps après                | Maurice Vallet   | Julien Clerc | 3 min 19 s |        |        |        |        |        |
| 8.          | Je voyage                           | Maurice Vallet   | Julien Clerc | 4 min 34 s |        |        |        |        |        |
| 9.          | Elle voulait qu'on l'appelle Venise | Étienne Roda-Gil | Julien Clerc | 3 min 02 s |        |        |        |        |        |
| 10.         | Juste comme un enfant               | Maurice Vallet   | Julien Clerc | 3 min 36 s |        |        |        |        |        |
| 36 min 33 s |                                     |                  |              |            |        |        |        |        |        |

| 11. | Voilà les mots lâchés (inédit session No 7) | Étienne Roda-Gil | Julien Clerc | 2 min 58 s |
| 12. | Oiseau pressé (inédit session No 7)         | Étienne Roda-Gil | Julien Clerc | 2 min 37 s |

## Crédits
- Arrangements : Philippe Gall (Titre 1), Michel Bernholc (Titres 2, 4, 6 et 8 à 10) et Denys Lable (Titres 3, 5 et 7)

## Classements et certifications

### Classements hebdomadaires
| Classement (1975–76)          | Meilleure position |
| ----------------------------- | ------------------ |
| France (SNEPA)                | 1                  |
| Pays-Bas (Mega Album Top 100) | 1                  |

### Certification
| Pays           | Certification | Date | Ventes certifiées |
| -------------- | ------------- | ---- | ----------------- |
| France (SNEPA) | Or            | 1977 | 100 000           |

### Note
1. ↑  En France, This Melody est uniquement sortie en tant que disque de promotion destiné à être envoyé aux exploitants de juke-box[1].